# Nävertjärnen (Boda socken, Dalarna)
Nävertjärnen är en sjö i Rättviks kommun i Dalarna och ingår i Dalälvens huvudavrinningsområde.